# Paulo Lins

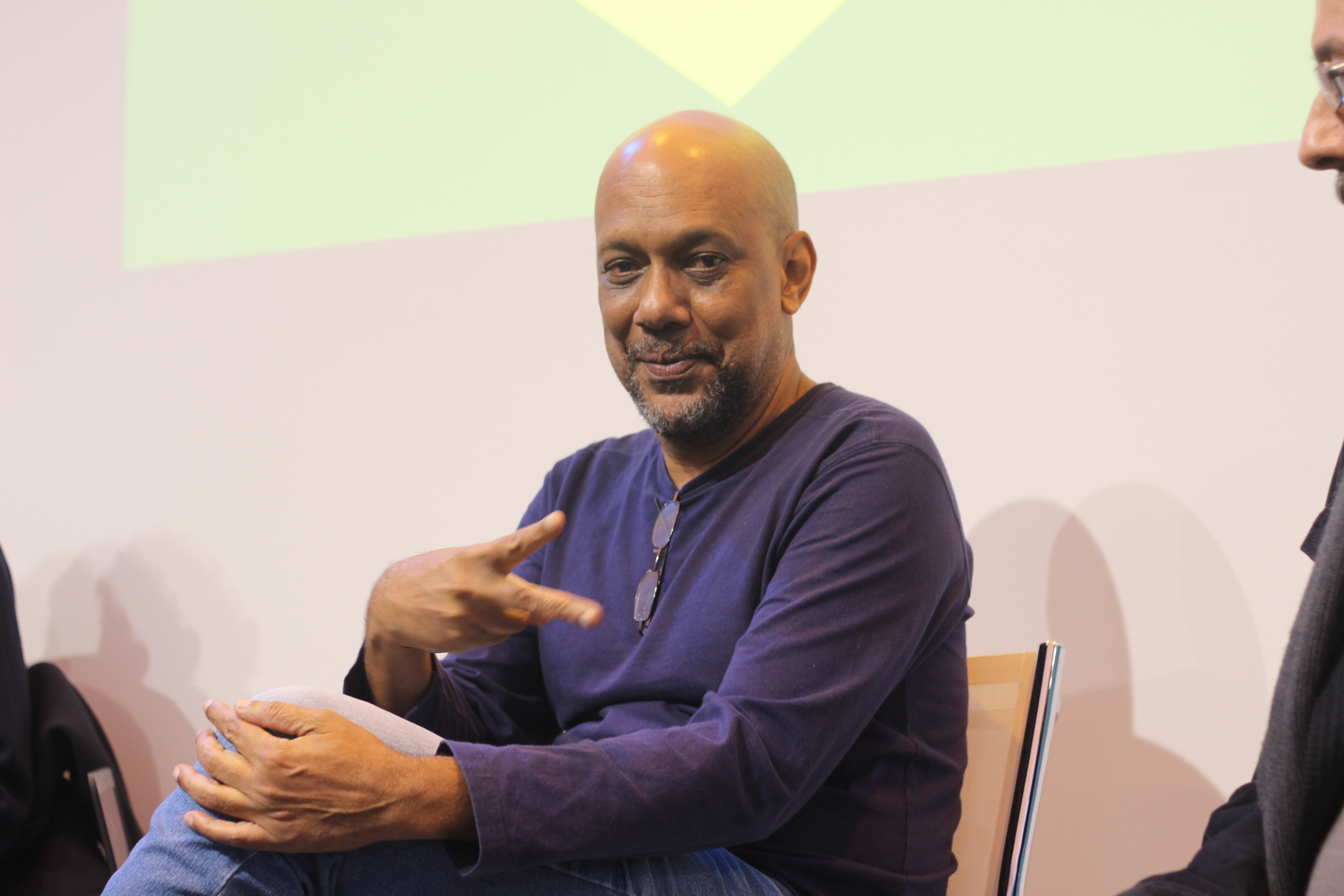
Paulo Lins

Paulo Lins (* 1958 in Rio de Janeiro) ist ein brasilianischer Schriftsteller und Soziologe.
1997 veröffentlichte er sein Werk Cidade de Deus („Die Stadt Gottes“). Das Buch wurde im Jahre 2002 von Fernando Meirelles als City of God verfilmt.
Der Roman Die Stadt Gottes schildert die Entwicklung der gleichnamigen Favela Cidade de Deus in Rio de Janeiro, die in den 1960er Jahren als Sozialsiedlung errichtet wurde und in den späten 1970er Jahren zu einem Elendsviertel der Schwarzen und der Zuwanderer aus dem Nordosten wurde. Hier entwickelten sich aus Kinder- und Jugendgangs schwerkriminelle Drogenbanden, die sich bis nach der Jahrtausendwende endlose Kriege mit Hunderten Opfern lieferten, die von einer tatenlosen oder korrupten Polizei nicht verhindert werden konnten. Der figurenreiche Roman mit seinen vielen Handlungsfäden spiegelt die Kultur, Sprache und Moral der Bandenführer, die nicht zögern, ihre eigenen Brüder zu töten, und quasi zu Popstars aufsteigen; die Nüchternheit und Monotonie der Schilderung der Taten zeigt die Unauflöslichkeit der Gewaltspirale und ihre Eskalationstendenz.
Lins bezog seinen Stoff sowohl aus seiner eigenen Kindheit – er wuchs in der Cidade de Deus auf – als auch aus den Polizeiakten und einer wissenschaftlichen Arbeit über Favelas. Der zweite Roman von Lins befasst sich mit der Entstehung des Samba in den Favelas und Rotlichtvierteln von Rio de Janeiro um 1920. In seiner Jugend hatte Lins selbst Sambas geschrieben und sich damit mühsam aus dem Getto herausgearbeitet.

## Werke (Auswahl)
- Cidade de deus. Companhia das Letras, São Paulo, Brasilien 1997.
  - deutsch: Die Stadt Gottes. Roman. Heyne, München 2006, ISBN 3-453-50024-5.
- Desde que o samba é samba.
  - deutsch: Seit der Samba Samba ist, Roman. Droemer, München 2013, ISBN 978-3-426-19968-8.